# Rowell Graham
Rowell Anton Graham-Bell (n. Londres; 8 de agosto de 1994) es un jugador de baloncesto británico que actualmente pertenece a la plantilla del Þór Akureyri de la Domino's deildin, la primera división islandesa. Con 1,96 metros de altura juega en la posición de Ala-Pívot.

## Trayectoria Profesional

### Baloncesto Narón
El 10 de octubre de 2014 ficha por el Baloncesto Narón de la Liga EBA.

### Club Baloncesto Ciudad de Valladolid
Tras sus excelentes números en Narón, el 21 de diciembre de 2015, el Brico Depôt Ciudad de Valladolid de la LEB Plata, anunció su fichaje hasta el final de la temporada 2015-2016, dando de esta manera el salto a una liga superior.
El equipo vallisoletano quedó en penúltima posición y descendió a la Liga EBA. Graham-Bell jugó 14 partidos con un promedio de 10,7 puntos (72 % en tiros libres), 6,8 rebotes, 1 asistencia y 2 robos de balón en 21,2 min de media. El Club Baloncesto Ciudad de Valladolid mantuvo la categoría en los despachos tras haber descendido esa temporada. En la temporada 2016/2017, el jugador inglés consiguió el objetivo del ascenso a la LEB oro con el equipo pucelano.

### Þór Akureyri
El 28 de julio de 2020 ficha por el equipo islandés del Þór Akureyri.

## Selección Británica
Disputó con las categorías inferiores de la selección británica el Campeonato Europeo Sub-18 División B de baloncesto de 2011 en Varna, Bulgaria, el Campeonato Europeo Sub-18 División B de baloncesto de 2012 en Sarajevo, Bosnia y Herzegovina, el Campeonato Europeo Sub-20 División B de baloncesto de 2013 en Pitești, Rumanía, y el Campeonato Europeo Sub-20 de baloncesto de 2014, celebrado entre Heraclión y Rétino, Grecia.
En el Campeonato Europeo Sub-18 División B de baloncesto de 2011 donde Gran Bretaña finalizó en 14.ª posición, jugó 7 partidos con un promedio de 8 puntos (59,5 % en tiros de campo, 61,1 % en tiros de 2), 6,1 rebotes, 2,1 robos y 1,6 tapones (máximo taponador de su selección) en 23,1 min de media.
Acabó como el 7.º máximo taponador, el 13.º en rebotes ofensivos (3 por partido) y el 17.º en robos del Campeonato Europeo Sub-18 División B de baloncesto de 2011.
En el Campeonato Europeo Sub-18 División B de baloncesto de 2012 donde Gran Bretaña se colgó la medalla de bronce tras vencer por 73-59 en el partido por el tercer puesto a Estonia, jugó 9 partidos con un promedio de 8,2 puntos (54,5 % en tiros de 2), 4,6 rebotes, 1,2 asistencias y 2 robos (1.º en robos de su selección) en 23,6 min de media.
Acabó como el 17.º máximo taponador (0,7 por partido), el 19.º en rebotes ofensivos (2,6 por partido), el 7.º en robos y tuvo el 11.º mejor % de tiros de 2 del Campeonato Europeo Sub-18 División B de baloncesto de 2011.
En el Campeonato Europeo Sub-20 División B de baloncesto de 2013 donde Gran Bretaña se colgó la medalla de plata tras perder por 83-71 en la final contra Polonia, jugó 8 partidos con un promedio de 5,4 puntos y 6,8 rebotes en 22,3 min de media.
Acabó como el 17.º máximo reboteador y el 3.º en rebotes ofensivos (4,5 por partido) del Campeonato Europeo Sub-20 División B de baloncesto de 2013.
En el Campeonato Europeo Sub-20 de baloncesto de 2014 donde Gran Bretaña finalizó en 11.ª posición, jugó 7 partidos con un promedio de 7,9 puntos (62,2 % en tiros de campo; 63,9 % en tiros de 2 y 90 % en tiros libres) y 4 rebotes en 15,9 min de media.

## Clubes
- Leeds Carnegie (2012-2014)
- Baloncesto Narón (2014-2016)
- Club Baloncesto Ciudad de Valladolid (2016-2018)
- CB Almansa (2018-2020)
- Þór Akureyri (2020-actualidad)